# Bedřich Hrozný
Bedřich Hrozný (Lysá nad Labem, 6 maggio 1879 – Praga, 12 dicembre 1952) è stato un linguista, orientalista e archeologo ceco, primo a decifrare la lingua ittita e a riconoscerla come lingua indoeuropea.

## Biografia

### La formazione e i primi studi
Nato a Lysá nad Labem, nella Boemia centrale, studiò ebraico e arabo a Kolín e nel 1904 partecipò ad alcuni scavi in Palestina settentrionale. In seguito si specializzò in assiriologia, lingue orientali e scrittura cuneiforme presso l'Università di Vienna, dove fu docente dal 1905 al 1919.

### La decifrazione dell'ittita
Richiamato alle armi in occasione della prima guerra mondiale, ebbe occasione di studiare le tavolette cuneiformi fino ad allora indecifrate rinvenute presso Bogazköi, nel sito che in seguito sarebbe stato identificato come Hattuša, la capitale dell'Impero ittita. Applicando il metodo combinatorio riuscì, partendo dagli ideogrammi già noti, a dedurre il senso delle altre parole che costituivano una data frase. Isolò e decifrò così diversi elementi, tra i quali una desinenza -an con funzione di accusativo singolare; una radice verbale ad- / eza- con il significato di "mangiare", nelle forme ezateni ("voi mangerete") e adanzi ("loro mangeranno"); vadar con il significato di "acqua".
L'applicazione del metodo comparativo proprio dell'indoeuropeistica consentì immediatamente a Hrozný di stabilire strette connessioni tra la lingua che aveva appena decifrato, l'ittita, e altre lingue indoeuropee: ad- / eza- era immediatamente accostabile al latino edo, al tedesco essen, al ceco jìsti; vadar all'inglese water, al tedesco Wasser, al ceco voda. La prima frase in ittita decifrata da Hrozný fu una formula liturgica: «Ora voi mangerete pane, poi berrete acqua».
I risultati dei suoi studi, pubblicati nel 1917, rivoluzionarono l'indoeuropeistica e condussero progressivamente all'abbandono di diversi paradigmi elaborati dalla disciplina nel corso del XIX secolo, dalla ricostruzione "greco-sanscritista" proposta dalla Scuola neogrammaticale tedesca all'esistenza di un'isoglossa dialettale che avrebbe diviso le lingue indoeuropee in occidentali e orientali (isoglossa centum-satem).
Quando ancora la lingua scritta in lineare B non era stata decifrata, la paragonò all'ittita e giunse alla conclusione che probabilmente fossero imparentate.

### La docenza a Praga
Dal 1919 al 1952, anno della sua morte, Hrozný tenne la cattedra di Storia dell'Oriente antico presso l'Università Carolina di Praga, ove fu rettore tra il 1939 e il 1940. Nel 1925 guidò una spedizione cecoslovacca a Kültepe (l'ittita Neša o Kaneš), sempre in Anatolia, dove rinvenne un migliaio di tavolette in assiro.

## Opere
- (DE)  Sumerisch-babylonische Mythen von dem Gotte Ninrag (Ninib), Berlino, Wolf Peiser, 1903
- (CS)  Obilí ve staré Babylónií, Vienna, Hölder in Komm., 1913
- (DE)  Die Lösung des hethitischen Problems in "Mitteilungen der Deutschen Orient-Gesellschaft" nº 56, pp. 17–50, 1915
- (DE)  Die Sprache der Hethiter, ihr Bau und ihre Zugehörigkeit zum indogermanischen Sprachstamm, Lipsia, J.C. Hinrichs, 1917. Ora in Dresda, TU Dresden, 2002 ISBN 3-86005-319-1
- (DE)  Hethitische Keilschrifttexte aus Boghazköi, in Umschrift, mit Übersetzung und Kommentar, Lipsia, J.C. Hinrichs, 1919
- (DE)  Über die Völker und Sprachen des alten Chatti-Landes. Hethitische Könige, Lipsia, J.C. Hinrichs, 1920
- (DE)  Keilschrifttexte aus Boghazköi, in "Autographien", Lipsia, J.C. Hinrichs, 1921, voll. V-VI. Ora in Osnabrück, Zeller, 1970
- (FR)  Les inscriptions hittites hiéroglyphiques: essai de déchiffrement; suivi d'une grammaire hittite hiéroglyphique en paradigmes et d'une liste d'hiéroglyphes, Praga, Orientální Ústav, 1933
- (DE)  Über die älteste Völkerwanderung und über das Problem der proto-indischen Zivilisation. Ein Versuch, die proto-indischen Inschriften von Mohendscho-Daro zu entziffern, Praga, 1939
- (DE)  Die älteste Geschichte Vorderasiens und Indiens, Praga, Melantrich, 1940-1943
- (FR)  Inscriptions cunéiformes du Kultépé, Praga, 1952, vol. I
- (EN)  Ancient history of Western Asia, India and Crete, New York, 1953